# ون بيس (الموسم 21)
الموسم الحادي والعشرين من سلسلة ون بيس أُنتج بواسطة أستوديو توي أنيميشن، وبإخراج تاتسويا ناجامين، وساتوشي إيتو. بدأ بث الموسم في اليابان على تلفزيون فوجي من 7 يناير 2024. كباقي المواسم، هذا الموسم يقتبس بقية سلسلة مغامرات مونكي دي لوفي وقراصنة قبعة القش ضمن الحدث المسمّى «إيغهيد» الذي يقتبس من منتصف المجلد 105 وما بعده من مانغا إييتشيرو أودا. يعرض لقاء طاقم قبعة القشّ بدكتور فيغابانك في جزيرة المستقبل، إيغهيد، الحدث الذي سيصدم العالم.
تُستخدم شارتين موسيقيّتين في هذا الموسم. من الحلقة 1089 وما تلاها، أوّل شارة افتتاحية موسيقية هي «أوووس!» (あーーっす！ Āssu!، تهجئة ممتدة لـ«نحن!» 'We') بأداءِ هيروشي كيتاداني، بينما كانت أوّل شارة نهاية موسيقية هي «عزيزي الشروق» بأداءِ ماكي أوتسوكي.

## قائمة الحلقات

### إيـغ هيــد
| رقم الحلقة | رقم الحلقة                      | عنوان الحلقة                                                                              | فصول المانغا                    | تاريخ العرض الأصلي              |
| السلسلة | الموسم                          | عنوان الحلقة                                                                              | فصول المانغا                    | تاريخ العرض الأصلي              |
| إِيغهِيد (エッグヘッド Egguheddo) | إِيغهِيد (エッグヘッド Egguheddo) | إِيغهِيد (エッグヘッド Egguheddo)                                                           | إِيغهِيد (エッグヘッド Egguheddo) | إِيغهِيد (エッグヘッド Egguheddo) |
| --- | ------------------------------- | ----------------------------------------------------------------------------------------- | ------------------------------- | ------------------------------- |
| 1089 | 1                               | «بداية فصلٍ جديد! دروب لوفي وسابو!» (新章突入！ルフィとサボの針路！)                       | 1060–1061                       | 7 يناير 2024                    |
| يتّصل سابو، رئيس أركان الجيش الثّوريّ، بكوالا والجميع في كاماباكّا. يشرح لهم الأمور الّتي اتُّهم بها، لكنّ من كان يتنصّت على المكالمة يتّخذ إجراءً صادمًا. |                                 |                                                                                           |                                 |                                 |
| 1090 | 2                               | «جزيرة جديدة! جزيرة المستقبل إيغهيد» (新しい島！未来島エッグヘッド)                       | 1061                            | 14 يناير 2024                   |
| وقع لوفي وتشوبّر في البحر الهائج رفقة فتاة غامضة. يحاول جينبي المساعدة لكنّهم يتعرّضون لهجوم آخر من كائن غريب. في تلك الأثناء، تُصاب ساني بهجمات طوربيدات ويُلقى ببقيّة طاقم قبّعة القشّ في البحر. |                                 |                                                                                           |                                 |                                 |
| 1091 | 3                               | «مستقبل ناضح! مغامرة في جزيرة العلوم!» (未来満載！科学の国の冒険！)                       | 1062                            | 21 يناير 2024                   |
| أطلقت الشّابّة الّتي خرجت من الرّوبوت العملاق على نفسها اسم الدّكتور فيغابانك وهذا ما فاجأ فرانكي والبقيّة من طاقة قبّعة القشّ. في تلك الأثناء، صعدت مجموعة لوفي إلى سطح جزيرة المليئة بالبنايات المستقبليّة والكائنات العملاقة المجهولة. |                                 |                                                                                           |                                 |                                 |
| 1092 | 4                               | «فاجعة بوني! الجزء المظلم من جزيرة المستقبل» (ボニーの慟哭！未来島に潜む闇)               | 1062–1063                       | 28 يناير 2024                   |
| بينما يستمتع لوفي والآخرون بآلات إيغهيد المستقبليّة، يسعى خلفهم شخص يشبه بارثولوميو كوما. عندما يحاول لوفي الرّدّ، توقفه بوني وتكشف عن علاقتها الصّادمة مع كوما. |                                 |                                                                                           |                                 |                                 |
| 1093 | 5                               | «يأخذ الفائز كلّ شيء! لُو ضدّ اللّحية السّوداء!» (勝者総取り！ローVS黒ひげ！)                  | 1062–1064                       | 11 فبراير 2024                  |
| يضع قراصنة اللّحية السّوداء كمينًا لقراصنة القلب الّذين يقودهم ترافلغار لُو. يستعمل كبار ضبّاط قراصنة اللّحية السّوداء قدرات فواكه شيطان مختلفة ويواصلون ضغطهم على قراصنة القلب للحصول على نسخ بونيغليف الطّريق الّتي معهم. |                                 |                                                                                           |                                 |                                 |
| 1094 | 6                               | «يتعمق الغموض أكثر! طابق مختبر إيغهيد» (深まる謎！エッグヘッド研究層)                     | 1064–1065                       | 18 فبراير 2024                  |
| تأخذ ليليث طاقم قبّعة القشّ الّذين في السّفينة إلى مختبر فوق السّحاب. يتحمّسون بشدّة لكلّ شيء يرونه في طريقهم إلى هناك. ولكن عند دخولهم المختبر، يواجههم تهديد جديد. |                                 |                                                                                           |                                 |                                 |
| 1095 | 7                               | «عقل العبقريّ، فيغابانك السّتّة!» (天才の頭脳 6人のベガパンク！)                             | 1065                            | 25 فبراير 2024                  |
| تتعرّض نامي والآخرون للهجوم من قبل باسيفيستا يشبه جينبي. وأثناء المعركة، يقوم بعض من أقمار فيغابانك بالمشاهدة بإثارة. في هذه الأثناء، يجد لوفي والآخرون شيئًا ما غير عاديّ في كومة الخردة. |                                 |                                                                                           |                                 |                                 |
| 1096 | 8                               | «جزء محرّم من التّاريخ! نظريّة عن مملكة معيّنة» (禁じられた歴史！ある王国の仮説)              | 1066                            | 3 مارس 2024                     |
| يخبر شاكا طاقم قبّعة القشّ عن نظريّة المملكة القديمة الّتي كان يُعتقد انّها كانت بنفس تطوّر إيغهيد. وأثناء قيامه بذلك، يتعمّق في تفاصيل القرن الفارغ ما يعيد بعض الذّكريات لروبين. في تلك الأثناء، يحاول لوفي وتشوبّر دخول الرّوبوت العملاق الّذي صادفوه في كومة الخردة. |                                 |                                                                                           |                                 |                                 |
| 1097 | 9                               | «إرادة أوهارا! البحث المتوارث» (オハラの意志！受け継がれる研究)                           | 1066–1067                       | 17 مارس 2024                    |
| يكشف شاكا عن أسرار مؤسّسة الجيش الثّوريّ وكيف أثّرت عليها العلاقة بين دراغون وفيغابانك. في تلك الأثناء، يشرح فيغابانك للوفي والبقيّة عن قواه الخاصّة وكيف تعمل نسخه. |                                 |                                                                                           |                                 |                                 |
| 1098 | 10                              | «حلمُ العبقريّ غريب الأطوار!» (奇想天外！天才が想い描く夢！)                                | 1067–1068                       | 24 مارس 2024                    |
| يكشف فيغابانك عن التّاريخ الصّادم للعملاق الحديديّ القديم ويطلب من لوفي أخذه معه إلى خارج إيغهيد. كما يصل روب لوتشي ورفاقه من عملاء سايفر بول 0 إلى الجزيرة ويطلبون الإذن بالدّخول. |                                 |                                                                                           |                                 |                                 |
| 1099 | 11                              | «الاستعداد للاعتراض! هجوم روب لوتشي!» (迎撃準備！ロブ・ルッチ襲来！)                      | 1068–1069                       | 31 مارس 2024                    |
| تنزل منظّمة سي بي 0 بقيادة لوتشي على جزيرة إيغهيد ويعمّ الارتباك بين مقيمي الفابريوفيز بينما يتجهّز شاكا والبقيّة للقتال في اللاّبوفيز. في تلك الأثناء، تقف أطلس للدّفاع عن سلام الجزيرة. |                                 |                                                                                           |                                 |                                 |
| 1100 | 12                              | «قوى من مستوى مختلف! لوفي ضدّ لوتشي!» (異次元の力！ルフィVSルッチ！)                       | 1069                            | 7 أبريل 2024                    |
| يتحوّل لوفي إلى محارب التّحرير بينما يُظهر روب لوتشي أيضًا طور الإيقاظ الخاصّ بفاكهة الشّيطان الّتي أكلها. بينما يتصادم الاثنان، يكشف فيغابانك حقيقة فاكهة المطّاط الصّادمة ونظريّته عن فواكه الشّيطان. |                                 |                                                                                           |                                 |                                 |
| 1101 | 13                              | «أقوى أشكال البشريّة! قوى السّيرافيم!» (最強の人類！セラフィムの能力！)                     | 1070                            | 21 أبريل 2024                   |
| يصف فيغابانك كيف تمكّن من منح السّيرافيم خصائص فواكه الشّيطان، الأمر الّذي فاجأ فرانكي والآخرين. في هذه الأثناء، لا يزال لوفي يواجه لوتشي في وضع الإيقاظ، لكنّ الصّاروخ المتّجه إلى اللاّبوفيز على وشك المغادرة. |                                 |                                                                                           |                                 |                                 |
| 1102 | 14                              | «مكائد شرّيرة! عمليّة الهروب من إيغهيد!» (蠢く陰謀！エッグヘッド脱出作戦)                   | 1070–1071                       | 28 أبريل 2024                   |
| يطلب فيغابانك من طاقم قبّعة القش أن يأخذوه على متن سفينتهم ممّا يجعل فرانكي وأوسوبّ سعيدين ولكنّه يزعج نامي. يأمر لوتشي قوّاته بإغلاق جميع طرق هروب فيغابانك ويتطلّع إلى غزو اللاّبوفيز شديد الحماية. |                                 |                                                                                           |                                 |                                 |
| 1103 | 15                              | «أعد إليّ أبي! أمنية بوني العقيمة!» (父を戻せ！儚きボニーの願い！)                         | 1071–1072                       | 5 مايو 2024                     |
| يدخل سايفر بول-0 إلى اللاّبوفيز ويبدؤون بمهاجمة سفينة ساني الألفيّة بمجرّد العثور عليها. يجتمع لوفي مجدّدًا مع نامي والآخرين، لكنّه يكتشف أنّ فيغابانك مفقود. في هذه الأثناء، تضغط بوني على فيغابانك ليعيد والدها كوما لسابق عهده |                                 |                                                                                           |                                 |                                 |
| 1104 | 16                              | «وضع يائس! هجوم السّيرافيم الشّامل» (絶体絶命！セラフィム総攻撃！)                          | 1072–1073                       | 12 مايو 2024                    |
| يتبع السّيرافيم CP-0 إلى اللاّبوفيز، ويجد زورو وبروك نفسيهما في مواجهة سبعة ضدّ اثنين. يغادر سانجي وفرانكي وإديسون وليليث المختبر لمساعدتهما، لكنّ السّيرافيم يشنّون هجومًا واسع النّطاق على المختبر. |                                 |                                                                                           |                                 |                                 |
| 1105 | 17                              | «سبب الخيانة الجميل! ستوسي الجاسوسة!» (麗しき反逆！内通者ステューシー)                    | 1073                            | 19 مايو 2024                    |
| أطاحت ستوسي بلوتشي بضربة قاضية فجأة ممّا أثار دهشة طاقم قبّعة القشّ، وعندما كشف شاكا عن هويّتها الحقيقيّة، اندهشوا مرّة أخرى. في هذه الأثناء، تقع حادثة كبيرة على جزيرة تسمّى سفينكس، مسقط رأس اللّحية البيضاء. |                                 |                                                                                           |                                 |                                 |
| 1106 | 18                              | «وتستمرّ المشاكل! البحث عن الدّكتور فيغابانك!» (異常発生！探せ！ベガパンク)                 | 1074                            | 26 مايو 2024                    |
| تسيطر CP-0 على فابريوفيز لكنّها تتعرّض للهجوم من قبل قوّة غير معروفة. في هذه الأثناء في اللاّبوفيز، يكتشف طاقم قبّعة القش والأقمار أن فيغابانك ستيلا قد اختفى ويبدأون في البحث عنه. |                                 |                                                                                           |                                 |                                 |
| 1107 | 19                              | «قشعريرة! تدنو اليد الشّرّيرة من المختبر!» (戦慄！研究所へ忍び寄る魔の手)                   | 1074–1075                       | 2 يونيو 2024                    |
| تتمكّن بوني من رؤية ذكريات والدها بارثولوميو كوما المؤلمة. في هذه الأثناء في المختبر، لاحظ شاكا أنّ شخصًا ما قد قطع اتّصالاته مع البقيّة ويبطل كاميرات المراقبة في كلّ مكان. |                                 |                                                                                           |                                 |                                 |
| 1108 | 20                              | «وضع يصعب فهمه! تمرّد السّيرافيم!» (理解不能！セラフィムの反逆！)                           | 1075–1077                       | 9 يونيو 2024                    |
| بدأ السّيرافيم فجأة في مهاجمة طاقم قبّعة القشّ وأقمار فيغابانك. إنّهم لا يتوقّفون حتّى عندما يأمرهم الأقمار بذلك. عندما يُحاصر لوفي وزورو، يستيقظ لوتشي وكاكو ويقدّمان لهما عرضًا مفاجئًا. |                                 |                                                                                           |                                 |                                 |
| 1109 | 21                              | «قرار صعب! جبهة متحالفة غير اعتياديّة!» (苦渋の決断！異色の共闘戦線！)                     | 1076                            | 23 يونيو 2024                   |
| يطلب لوتشي وكاكو من CP-0، اللّذين جاءا إلى إيغهيد في مهمّة للقضاء على الفيغابانك السّبعة، من لوفي وزورو فكّ قيودهما حتّى يتمكّنا من القتال إلى جانبهما ضدّ السّيرافيم، لكنّ لوفي وزورو متردّدان في القيام بذلك. |                                 |                                                                                           |                                 |                                 |
| 1110 | 22                              | «النّجاة! معركةٌ مميتَة ضدَّ أقوى أشكال البشريَّة!» (生き残れ！最強の人類との死闘)               | 1077                            | 30 يونيو 2024                   |
| يهاجم طاقم قبّعة القشّ وCP-0 السّيرافيم بلا هوادة، لكنّ السّيرافيم يواصلون النّهوض بعد كلّ مرّة. ثمّ لاحظ زورو أنّ السّيرافيم يذكّرونه بشخص قاتله من قبل. في هذه الأثناء، يذهب شاكا للتّحقّق من مكان يعتقد أنّ فيغابانك ستيلا قد يكون فيه. |                                 |                                                                                           |                                 |                                 |
| 1111 | 23                              | «أوهارا الثّانية! طموح العقل المدبّر!» (オハラの再来！黒幕の野望！)                         | 1078                            | 7 يوليو 2024                    |
| يناقش كلّ من ستوسي وسنتومارو حجم التّهديد الّذي يقترب من إيغهيد بينما يواصل لوفي والآخرون محاربة السّيرافيم الّذين لا يمكن السّيطرة عليهم. في هذه الأثناء، في مختبر تحت الأرض، يقترب شخص ما من فيغابانك المحتجز. |                                 |                                                                                           |                                 |                                 |
| 1112 | 24                              | «صِدام! شانكس ضدّ يوستاس كيد!» (激突！シャンクスVSユースタス・キッド)                       | 1079                            | 14 يوليو 2024                   |
| في جزيرة القراصنة هاتشينوسو، يحصل كوبي على فرصة للهرب لكنّه يقرّر أن يصبح طُعمًا لتحرير العبيد على الجزيرة. يسعى القراصنة من جميع أنحاء الجزيرة وراءه بسبب المكافأة الكبيرة على رأسه. |                                 |                                                                                           |                                 |                                 |
| 1113 | 25                              | «اركض يا كوبي! خطّة هروب يائسة!» (走れコビー！決死の脱出作戦！)                            | 1080                            | 28 يوليو 2024                   |
| اركض يا كوبي! خطّة هروب يائسة! |                                 |                                                                                           |                                 |                                 |
| 1114 | 26                              | «من أجل تلميذي العزيز، قبضة نائب الأميرال غارب!» (愛弟子のため ガープ中将の拳骨！)        |                                 | 4 أغسطس 2024                    |
| 1115 | 27                              | «مفاجأة البحرية! الأدميرال السابق في مقر البحرية، كوزان» (海軍驚愕！元海軍本部大将クザン) |                                 | 11 أغسطس 2024                   |
| بعد خروج كوزان من البحرية اختلف مع بلاكبيرد، لكنهما حلّّا خلافهما بالشرب، وانضم كوزان إلى طاقم بلاكبيرد. بالعودة إلى الحاضر يقاتل غارب ضد كوزان في جزيرة وينر، يستخدم بيبو عقارًا ليتحول إلى هيئته سولونغ للانتقام من بلاكبيرد وطاقمه، قبل أن يسبح بعيدًا مع ترافالغار لو. |                                 |                                                                                           |                                 |                                 |
| 1116 | 28                              |                                                                                           |                                 | 18 أغسطس 2024                   |
| 1117 | 29                              |                                                                                           |                                 | 01 سبتمبر 2024                  |
| 1118 | 30                              |                                                                                           |                                 | 08 سبتمبر 2024                  |
| 1119 | 31                              |                                                                                           |                                 | 15 سبتمبر 2024                  |
| 1120 | 32                              |                                                                                           |                                 | 22 سبتمبر 2024                  |
| 1121 | 33                              |                                                                                           |                                 | 06 أكتوبر 2024                  |
| 1122 | 34                              |                                                                                           |                                 | 13 أكتوبر 2024                  |
| 1123 | 35                              |                                                                                           |                                 | 05 أبريل 2024                   |
| 1124 | 36                              |                                                                                           |                                 | 06 أبريل 2025                   |
| 1125 | 37                              | «صراع عزيمة رجلين! كيزارو وسينتومارو» (ぶつかる男の覚悟！黄猿と戦桃丸)                    |                                 | 13 أبريل 2025                   |
| تصاعدت حدة المعركة مع هجوم مشاة البحرية على الباسيفيستا، لكن أسلحة وحش البحر ترد، مما دفع نائب الأدميرال إلى التدخل. يشعر الدكتور فيغابانك بالحيرة من الهجوم، وخاصة مع وجود سينتومارو، ويشتبه في أن كيزارو قد أُرسل للقضاء عليه. محترمًا قسمه بحماية فيغابانك. تصدى سينتومارو على وجود الأدميرال كيزارو، اشتبك سينتومارو بشجاعة مع كيزارو على الرغم من فارق القوة وتفوق كيزارو عليه، يكشف الفلاش باك عن أول لقاء لهما وكيف أصبح سينتومارو الحارس الشخصي للدكتور فيغابانك. يهزم كيزارو سينتومارو ويسيطر على الباسيفيستا. في هذه الأثناء يحاول فيغابانك تعطيل قبة الحدود بينما يدخل كيزارو. يحاول لوتشي اغتيال فيغابانك، لكن ستوسي تتمكن من حمايته. يشتبك زورو مع لوتشي في القتال، بينما يواجه لوفي كيزارو، معلنًا أنه أصبحت أقوى بكثير منذ آخر لقاء بينهما قبل عامين. |                                 |                                                                                           |                                 |                                 |
| 1126 | 38                              |                                                                                           |                                 | 20 أبريل 2025                   |

## حلقات التلخيص الخاصَّة
| رقم الحلقة | عنوان الحلقة                                                                                      | تاريخ العرض الأصلي |
| --- | ------------------------------------------------------------------------------------------------- | ------------------ |
| 1092.5 | «مشروع في غاية المتعة! جرّاح الموت ترافالغار لُو!» (大堪能企画！〝死の外科医〟トラファルガー・ロー) | 4 فبراير 2024      |
| حلقة ملخّصة خاصّة تحكي عن ترافالغار لُو، منذ بداية تحالفه مع قبعة القشّ حتّى مغادرة وانو. |                                                                                                   |                    |
| 1100.5 | «سجلّ التّنافس! طاقم قبّعة القشّ ضدّ سايفر بول» (因縁の記録！麦わらの一味とCP)                         | 14 أبريل 2024      |
| حلقة ملخّصة خاصّة تحكي عن تاريخ المواجهات بين طاقمِ قبّعة القشّ والسايفر بُول. |                                                                                                   |                    |
| 1108.5 | «التّاريخ يُكتب! اضطرابات اليونكو القدامى والجدد!» (刻まれる歴史！激動の新旧四皇！)                 | 16 يونيو 2024      |
| يقدّم زورو وبروك مراجعة عن اليونكو (الأباطرة الأربعة) في الماضي والحاضر. يتحدّثان عن نوع القوى الّتي يمتلكها كلّ اليونكو، ولحظات العظمة السّاطعة خاصّتهم، وكيف تمّ إسقاط البعض منهم، وكيف يزدهر البعض الآخر. |                                                                                                   |                    |

## الملاحظات